# Kupferhammer (Wuppertal)
Kupferhammer ist eine Ortslage in der bergischen Großstadt Wuppertal.

## Lage und Beschreibung
Die Ortslage befindet sich im Wohnquartier Erbschlö-Linde des Stadtteils Ronsdorf auf 200 m ü. NHN am Blombach zwischen der Bundesautobahn 1 und der Bahnstrecke Wuppertal-Oberbarmen–Opladen. Der Ort wird heute von umfangreicher Gewerbebauung dominiert.
Benachbarte Ortslagen sind Blombacherbach, Konradswüste, Scharpenack, der Siedlungskern von Hammesberg und das abgegangene Kastenberg.

## Geschichte
Die erste Erwähnung zu Kupferhammer findet sich zum Jahr 1597.
An dem Blombach befand sich in der Ortslage ein Kupferhammer, der namensgebend für den späteren Ort war. Entstehungszeit, Produktionsdaten und Abriss des Wassertriebwerks sind nicht überliefert, einzig eine Fotografie um die Jahrhundertwende 1899/1900 ist bekannt. In dem Kupferhammer wurden von den gewerbesteuerpflichtigen Firma Ehrenberg & Leuschner Kupferbleche gewalzt. Das Kupfer stammte hauptsächlich von der Kupferhütte bei Varresbeck. Die Arbeiter des Werks erhielten 1828 neben einem Wochenlohn eine freie Wohnung am Ort. Der Hammer zahlte 34 Taler Wassererkenntnis und besaß zwei schmale oberschlächtige Wasserräder, eines für den Fallhammer und eines für die Walzmachine. Zum Inventar zählte 1834 eine Kupferwalze, eine Silberwalze und ein Zugofen. Von dem Wassertriebwerk ist nur noch der Hammerteich erhalten. Von Mai bis November stand der Kupferhammer oft aufgrund von Wassermangel still.
Zehn Meter bachabwärts stand ein weiteres Hammerwerk, der Sieperhammer, auch Mottenhammer oder Passhammer genannt. Der Hammer gehörte bis 1775 einer Witwe Casper Diederich Sieper, dann übernahm Anna Katharina Sieper und kurz darauf Casper Sieper der Ältere von der Wüste 1 das Wassertriebwerk. 1824 war ein Friedrich Motte Besitzer des Stahlreckhammers, der 1830 vier Taler Wasserkenntnis zu entrichten hatte. Das Hammerwerk besaß drei oberschlächtige Wasserräder, eines für den Fallhammer und zwei für die Schmiedefeuergebläse.
Im Gemeindelexikon für die Provinz Rheinland von 1888 werden ein Wohnhaus mit drei Einwohnern angegeben.
Ende des 19. Jahrhunderts wurde im Tal die Bahnstrecke Wuppertal–Opladen/Solingen am Ort vorbei gebaut. Hier führte die Landstraße von Ronsdorf über Erbschlö zum Kupferhammer vorbei, die vor der Errichtung der Blombachtalbrücke 1959 den gesamten Verkehr in östliche Richtung aufnahm. In den 1950er Jahren wurde die Bundesautobahn 1 durch das Blombachtal gebaut.
1893 wurde am Standort der „Pfennings-Hämmer“ ein Zweigwerk der Firma Julius und August Erbslöh aus Wupperfeld errichtet, das 1904 eine bedeutende Vergrößerung erfuhr. Die Gebäude beherbergten hauptsächlich ein Walzwerk. 1978 wurde der Standort aufgegeben, da die Firma komplett nach Neviges umzog. Heute ist Kupferhammer Standort eines mittelständischen Unternehmens.